# Dynemicin A
Dynemicin A gehört zur Gruppe der Angucycline und Endiine.

## Eigenschaften
Dynemicin A reagiert über eine Bergman-Cyclisierung, wodurch ein para-Didehydrobenzol gebildet wird, das über seine Epoxid-Gruppe einen Doppelstrangbruch in B-DNA induziert. Daher wird es auf die Verwendung als Chemotherapeutikum untersucht. Der Strangbruch erfolgt zufällig mit leichter Tendenz zu Guaninen. Die Wirkung von Dynemicin A kann durch Distamycin A und Anthramycin gehemmt werden, die beide in der kleinen Furche doppelsträngiger DNA binden. Daher bindet Dynemicin A vermutlich auch in der kleinen Furche.

## Synthese
Die erste Totalsynthese für Dynemicin A wurde 1995 publiziert.
Dynemicin A wird von den Actinomyceten Micromonospora chersina (aus Gujarat) und Micromonospora globosa (aus Japan) gebildet und wurde Mitte der 1980er Jahre erstmals isoliert. Die Biosynthese läuft über den Polyketidweg.